# Balkrishan Singh
Balkrishan Singh Grewal (* 10. März 1933 in Patiala; † 31. Dezember 2004 ebenda) war ein indischer Hockeyspieler, der 1956 Olympiasieger wurde. Später betreute er die indische Nationalmannschaft bei vier olympischen Turnieren als Trainer.

## Karriere
Balkrishan Singh war der Sohn von Dalip Singh, der als Leichtathlet für Indien an den Olympischen Spielen 1924 und 1928 teilgenommen hatte. Nach seiner Graduierung war Balkrishan Singh für die Indian Railways tätig und spielte für deren Hockeymannschaft.
1956 bei den Olympischen Spielen in Melbourne wurde er als Außenverteidiger in zwei Vorrundenspielen eingesetzt und war so am Olympiasieg beteiligt. Bei den Asienspielen 1958 in Tokio spielten die Mannschaften Pakistans und Indiens 0:0. Am Ende des Turniers lagen die beiden Teams ungeschlagen und punktgleich vorn, Pakistan gewann den Titel durch das bessere Torverhältnis. 1960 gehörte Balkishan Singh zum indischen Aufgebot für die Olympischen Spiele in Rom, kam aber weder im Hockey zum Einsatz noch in der Leichtathletik, für die er ebenfalls gemeldet war.
1963 und 1964 gewann Balkrishan Singh mit dem Hockeyteam von Indian Railways die indische Meisterschaft. Danach absolvierte er eine Ausbildung zum Trainer. Seinen ersten Trainerjob fand er 1965 als Damentrainer in Australien. Bei den Olympischen Spielen 1968 trainierte er erstmals das indische Nationalteam und führte die Mannschaft zum Gewinn der Bronzemedaille. 1980 in Moskau erkämpfte die von ihm betreute Mannschaft die Goldmedaille. 1984 in Los Angeles erreichte die Mannschaft den fünften Platz und 1992 in Barcelona waren die Inder Siebte. Damit ist Balkrishnan Singh der einzige Trainer, der die indische Mannschaft bei vier Olympiaturnieren betreute. Zudem gewann sein Team 1973 Silber bei der Weltmeisterschaft. 1982 gewann die von ihm trainierte indische Nationalmannschaft der Damen Gold bei den Asienspielen in New Delhi.